# Causa Králík
Causa Králík (en txec La causa del conill) és una pel·lícula de comèdia de Txecoslovàquia del 1979 dirigida per Jaromil Jireš amb guió del croat Jaroslav Dietl.

## Sinopsi
El conegut jutge de Praga Oldřich Lukášek té un apartament amb vistes sobre el riu Vltava i té amics al cafè Slavie de Praga. Malgrat tot, obeeix el seu metge i es trasllada de Praga al camp. El seu nou lloc de treball es converteix així en la petita ciutat de Mezihoří i el primer cas és l'àvia rural Márová, el nebot de la qual li deu set mil corones i es nega a retornar-les. Com a recompensa per la seva ajuda, l'agraïda àvia li regala un conill. Tot i que aviat se sent desbordat per altres casos, des del lladre de cotxes Pastyřík fins al gelós Vrána, que va apunyalar la seva xicota en una disputa, el seu principal interès continua sent la causa del conill, és a dir l'àvia Márová

## Repartiment
- Milos Kopecký	...	Oldřich Lukášek
- Marie Brozová	...	Anna Márová
- Martin Ruzek	...	Advocat Petrík
- Alena Vránová	 ...	Lukásková
- Zlata Adamovská	 ...	secretària Zuzana Bulínová
- Jaroslav Satoranský	...	Karel Joun
- Irena Hahnová	...	Jana Kynclová
- Sobeslav Sejk	...	soudce JUDr.Spacek
- Karel Augusta	...	Miroslav Vrána
- Marie Málková	...	Zdenicka Vránová
- Pavel Zednícek	...	Pastyrík
- Vlastimil Hasek	...	Václav Chmelar
- Jana Andresíková ...	Chmelarová

## Recepció
Ha participat en alguns festivals internacionals. Va formar part de la secció oficial del Festival Internacional de Cinema de Sant Sebastià 1980 i a la secció Un Certain Regard del 33è Festival Internacional de Cinema de Canes.